# Escalante (Utah)
Escalante ist eine Stadt im Garfield County in Utah, USA. Das U.S. Census Bureau hat bei der Volkszählung 2020 eine Einwohnerzahl von 786 ermittelt. 
Die Stadt wurde nach Silvestre Vélez de Escalante benannt, einem spanischen Missionar, der als erster Europäer diese Gegend erforschte. Escalante hat eine Fläche von 7,6 km².

## Geographie
Zwischen Escalante und dem nahgelegenen Boulder liegen der Calf Creek Canyon und das Grand Staircase-Escalante National Monument.

## Tourismus
Escalante ist Ausgangsort für Wanderungen im Grand Staircase-Escalante National Monument.

## Verkehr
Durch den Ort verläuft die Utah State Route 12. Weiterhin verfügt Escalante über einen regionalen Flughafen, den Escalante Municipal Airport.

## Sonstiges
Escalante bezieht seine Ärztliche Versorgung aus dem umliegenden Garfield County.